# Melanopsacus
Melanopsacus är ett släkte av skalbaggar. Melanopsacus ingår i familjen plattnosbaggar.

## Dottertaxa tillMelanopsacus, i alfabetisk ordning[1]
- Melanopsacus anthracinus
- Melanopsacus atratus
- Melanopsacus calculus
- Melanopsacus ceylonicus
- Melanopsacus deflexus
- Melanopsacus depexus
- Melanopsacus difficilis
- Melanopsacus dulcis
- Melanopsacus fortis
- Melanopsacus funebris
- Melanopsacus gagates
- Melanopsacus glenis
- Melanopsacus gravatus
- Melanopsacus hopkinsi
- Melanopsacus janus
- Melanopsacus lapillus
- Melanopsacus latifrons
- Melanopsacus minutus
- Melanopsacus monias
- Melanopsacus nanellus
- Melanopsacus nanus
- Melanopsacus nox
- Melanopsacus parvulus
- Melanopsacus pusillus
- Melanopsacus rapaae
- Melanopsacus specialis
- Melanopsacus stilbus
- Melanopsacus subfasciatus
- Melanopsacus subglaber
- Melanopsacus veitchi
- Melanopsacus vestitus